# Odinia boletina
Odinia boletina är en tvåvingeart som beskrevs av Zetterstedt 1848. Odinia boletina ingår i släktet Odinia och familjen tickflugor. Arten är reproducerande i Sverige. Inga underarter finns listade i Catalogue of Life.

## Bildgalleri

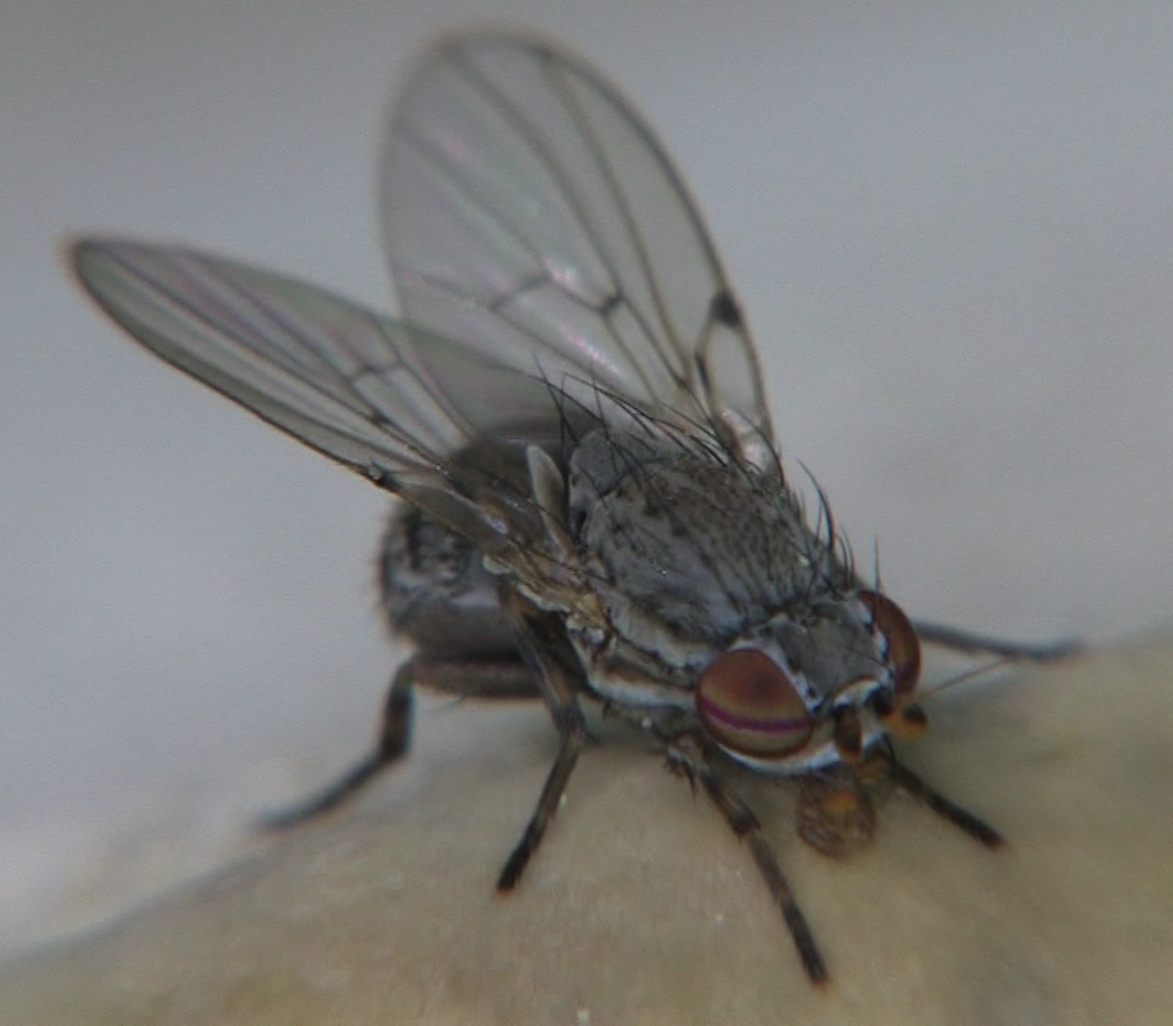
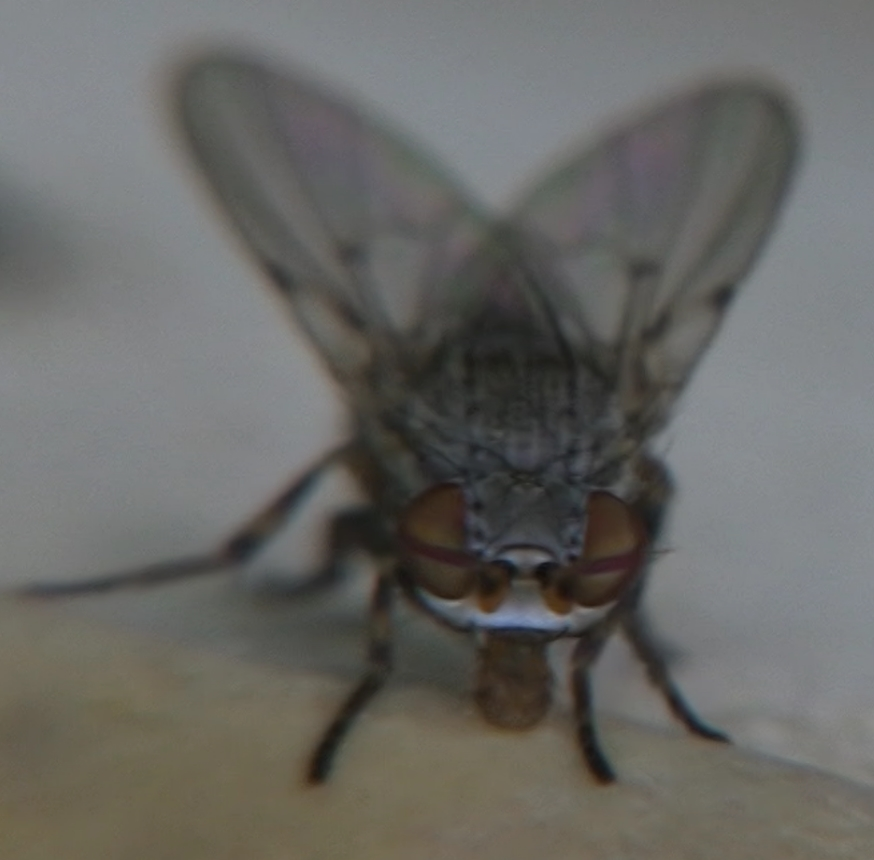
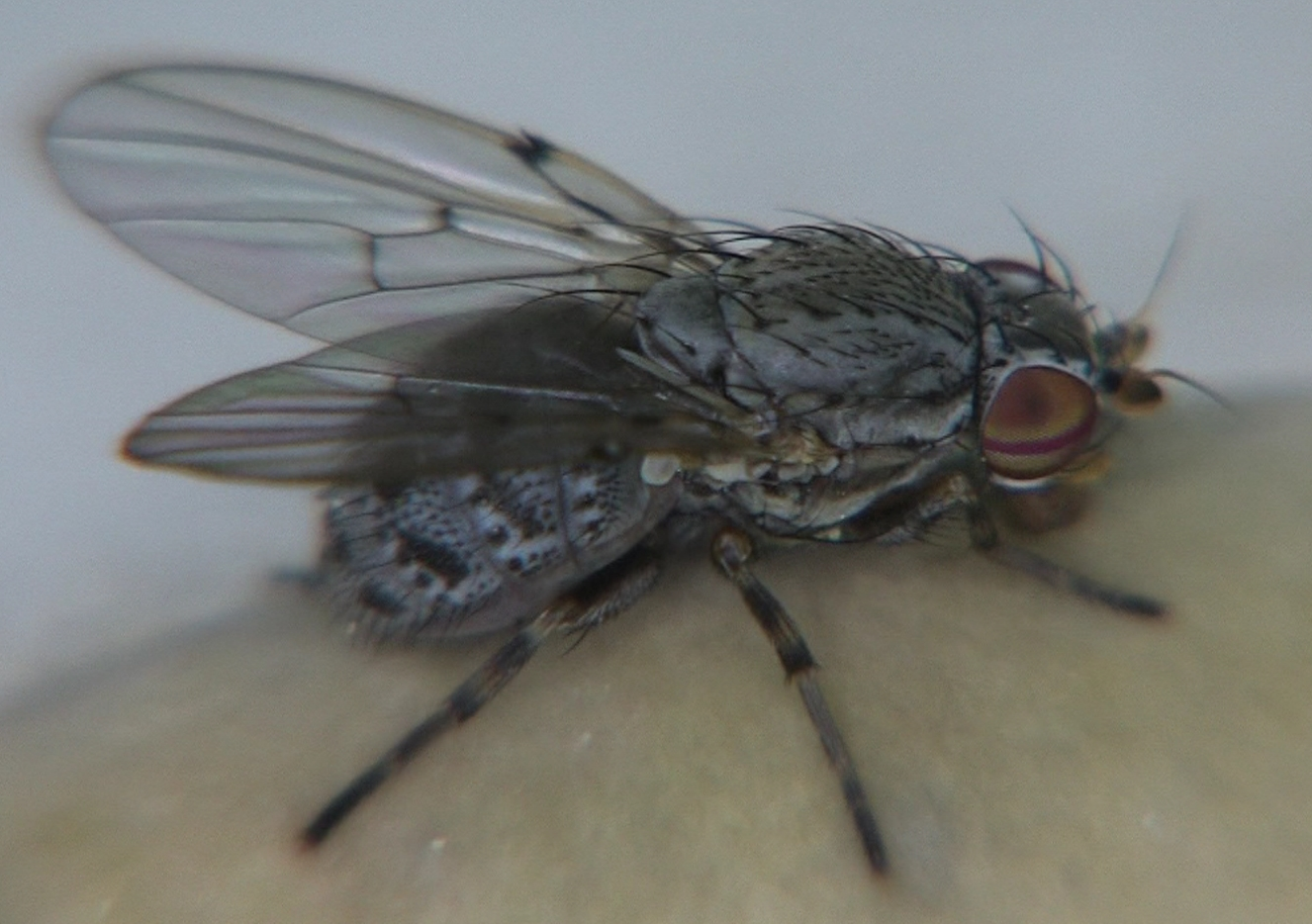
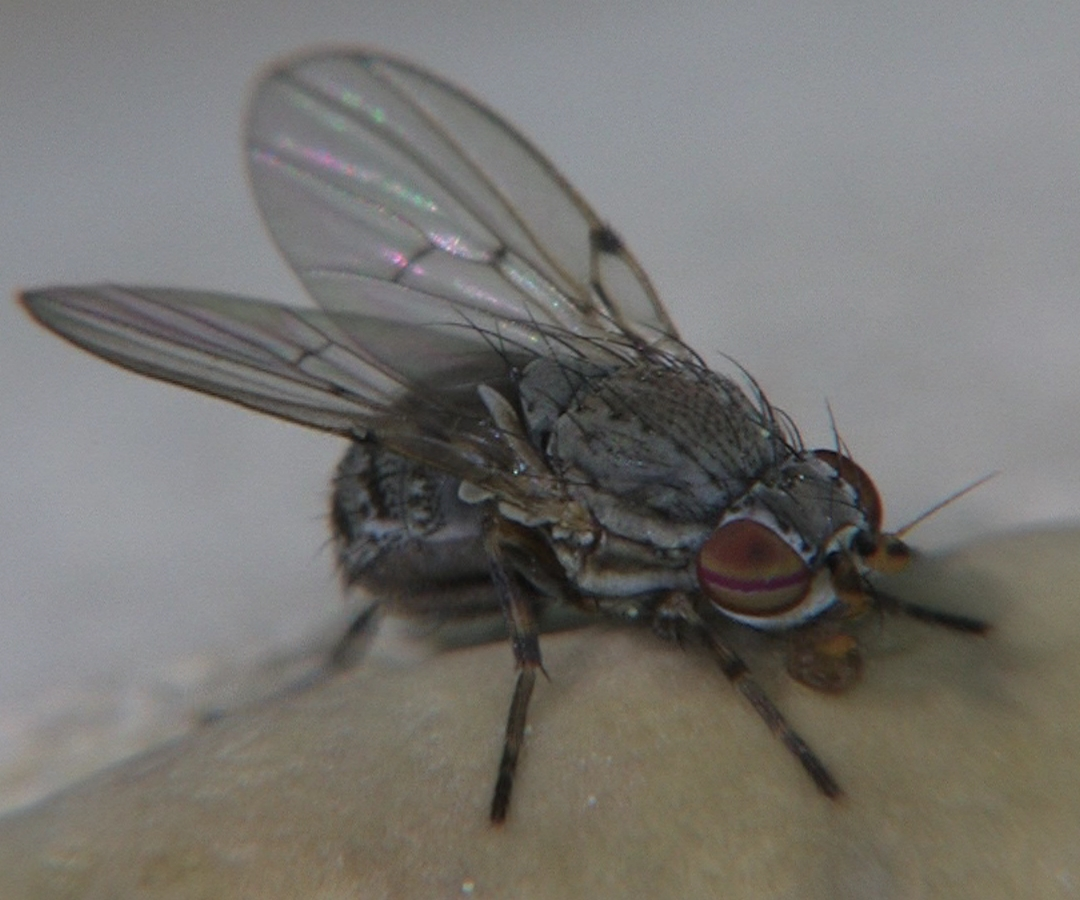